# عثمان سيسوخو
عثمان سيسوخو (بالفرنسية: Ousmane Cissokho)‏ (14 يناير 1987 بسانت لويس في السنغال - ) هو لاعب كرة قدم سنغالي في مركزي الهجوم والوسط. لعب مع أبولون ليماسول ونادي أوكسير ونادي روان ونيم أولمبيك.

## وصلات خارجية
- عثمان سيسوخو على موقع رابطة كرة القدم الفرنسية للمحترفين (الإنجليزية)
- عثمان سيسوخو على موقع قاعدة بيانات كرة القدم.إي يو (الإنجليزية)
- عثمان سيسوخو على موقع Soccerway.com (الإنجليزية)